# 藤村薬品
藤村薬品株式会社（ふじむらやくひん）は、長崎市に本社を置く医薬品の卸売を行う企業である。

## 沿革
- 1894年6月：藤村萬作により藤村薬舗を長崎市で創業。
- 1946年7月：株式会社に改組。同時に藤村商店に商号変更。
- 1958年：現社名に商号変更。
- 1978年：本社を卸センターのある現在地に移転。
- 1981年6月：諫早市の重松薬房と合併。
- 1987年：コーセイメディカル部を開設。1996年、分離独立して株式会社コーセイメディカルを設立。
- 2005年10月：大分市に本社を置くアステムと業務提携。

## 事業所所在地
- 長崎県：長崎市、佐世保市、島原市、諫早市、五島市

## 主な取引メーカー
- 武田薬品、ファイザー、第一三共、中外製薬、小野薬品工業、大日本製薬、扶桑薬品工業、ノバルティス